# XXIVe gouvernement constitutionnel portugais
IIIe République portugaise
XXIIIe constitutionnel XXVe constitutionnel
Le XXIVe gouvernement constitutionnel (en portugais : XXIV Governo Constitucional) est le gouvernement de la République portugaise entre le 2 avril 2024 et le 5 juin 2025, sous la XVIe législature de l'Assemblée de la République.
Il est dirigé par le libéral-conservateur Luís Montenegro et formé après les élections législatives anticipées du 10 mars 2024. Il se compose de 17 ministres.
Minoritaire à l'Assemblée de la République, il est constitué d'une coalition entre le Parti social-démocrate et le CDS – Parti populaire, baptisée Alliance démocratique.
Il succède au XXIIIe gouvernement constitutionnel, composé du Parti socialiste et chargé de la gestion des affaires courantes depuis sa démission fin 2023. Il cède le pouvoir au XXVe gouvernement constitutionnel, également dirigé par Luís Montenegro et formé des mêmes partis, après les élections anticipées de 2025.

## Historique du mandat
Dirigé par le nouveau Premier ministre libéral Luís Montenegro, ce gouvernement est constitué et soutenu par une coalition entre le Parti social-démocrate (PPD/PSD) et le CDS – Parti populaire (CDS–PP). Ensemble, ils disposent de 80 députés sur 230, soit 34,8 % des sièges de l'Assemblée de la République.
Il est formé à la suite des élections législatives du 10 mars 2024.
Il succède ainsi au vingt-troisième gouvernement constitutionnel, dirigé par le socialiste António Costa.

### Contexte
Le 7 novembre 2023, António Costa remet sa démission au président de la République Marcelo Rebelo de Sousa, quelques heures après que son nom a été cité par la justice dans une affaire de trafic d'influence qui met en cause son ministre des Infrastructures et son directeur de cabinet. Dans la foulée, le chef de l'État annonce avoir accepté cette démission et évoque la possibilité de convoquer des élections législatives anticipées. Il prend effectivement cette décision après avoir consulté les partis politiques et le Conseil d'État, convoquant les Portugais aux urnes le 10 mars 2024.
À l'issue des élections législatives, la coalition des partis de centre droit Alliance démocratique (AD) arrive en tête mais échoue à remporter la majorité absolue, même avec le renfort extérieur de l'Initiative libérale (IL). La droite réaffirme ensuite son refus de gouverner avec le parti d'extrême droite Chega (CH), arrive troisième derrière le Parti socialiste (PS) au pouvoir, qui indique pour sa part ne pas vouloir faire obstacle à l'accession de l'AD au pouvoir.

### Formation
Le 20 mars 2024, Marcelo Rebelo de Sousa confie au président du Parti social-démocrate (PPD/PSD) et chef de file de l'Alliance démocratique Luís Montenegro la mission de former le nouveau gouvernement portugais. La liste des ministres est dévoilée le 28 mars 2024.
Composé de 17 membres, dont sept femmes, l'exécutif présente un fort profil politique. Sept ministres appartiennent en effet à la direction resserrée du Parti social-démocrate, ce qui représente 60 % du « noyau dur » de Luís Montenegro. Le président du groupe parlementaire sortant et ancien responsable des questions économiques du PPD/PSD Joaquim Miranda Sarmento devient ministre des Finances, le président du conseil stratégique du parti et ex-directeur de campagne de Marcelo Rebelo de Sousa en 2016 Pedro Duarte est nommé ministre des Affaires parlementaires, les vice-présidents du Parti social-démocrate Paulo Rangel et António Leitão Amaro sont choisis respectivement comme ministre des Affaires étrangères et ministre de la Présidence. Pour les portefeuilles en lien avec des compétences communautaires, le Premier ministre choisit des spécialistes des questions européennes : l'ex-secrétaire d'État dédié aux fonds européens Manuel Castro Almeida comme ministre de la Cohésion territoriale, et le député européen José Manuel Fernandes au poste de ministre de l'Agriculture. Un seul ministre appartient au CDS – Parti populaire, Nuno Melo, qui se voit confier le ministère de la Défense nationale, comme attendu,.
La composition du nouvel exécutif met aussi en exergue des recrutements au sein de la société civile. Le ministère de l'Administration interne est confié à la juge du Tribunal suprême Margarida Blasco, ancienne directrice des renseignements intérieurs puis de l'Inspection générale des forces de sécurité intérieure. L'universitaire et vice-président du Conseil économique et social Fernando Alexandre prend ainsi les rênes du « super-ministère » de l'Éducation, de la Science et de l'Innovation. Ana Paula Martins, ex-directrice d'hôpital et ancienne présidente du conseil national de l'ordre des pharmaciens devient ministre de la Santé. Pour le ministère du Travail, Luís Montenegro appelle Maria Palma Ramalho, juriste spécialisée en droit du travail à l'université de Lisbonne. L'avocate Rita Júdice devient ministre de la Justice, tandis que le ministère de la Culture échoit à Dalila Rodrigues, directrice depuis cinq ans du monastère des Hiéronymites et de la tour de Belém.
La prise de fonction du gouvernement a lieu le 2 avril suivant au palais national d'Ajuda. Le 12 avril, l'Assemblée de la République rejette les motions de rejet du programme gouvernemental déposées par le Bloc de gauche (BE) et le Parti communiste (PCP), par 137 et 138 voix contre, 78 et 77 abstentions, et 13 voix pour.

### Démission et succession
Le journal Correio da Manhã évoque en février 2025 l'existence d'un possible conflit d'intérêts entre une modification législative promue par le gouvernement et les activités d'une entreprise fondée par le Premier ministre et dirigée par son épouse, ce qui suscite des critiques virulentes de l'opposition. Luís Montenegro annonce le 6 mars 2025 qu'il se soumettra à un vote de confiance à l'Assemblée de la République, après le rejet de deux motions de censure. 
N'obtenant pas la confiance de l'Assemblée lors du vote, le 11 mars, il présente automatiquement sa démission en vertu des dispositions de l'article 195 de la Constitution portugaise. Cette démission forcée ouvre la voie à la tenue d'élections législatives anticipées au mois de mai suivant, les troisièmes depuis 2022.

## Composition
| Poste                                                           | Titulaire | Titulaire                      | Parti       |
| --------------------------------------------------------------- | --------- | ------------------------------ | ----------- |
| Premier ministre                                                |           | Luís Montenegro                | PPD/PSD     |
| Ministre d'État Ministre des Affaires étrangères                |           | Paulo Rangel                   | PPD/PSD     |
| Ministre d'État Ministre des Finances                           |           | Joaquim Miranda Sarmento       | PPD/PSD     |
| Ministre de la Présidence                                       |           | António Leitão Amaro           | PPD/PSD     |
| Ministre adjoint et de la Cohésion territoriale                 |           | Manuel Castro Almeida          | PPD/PSD     |
| Ministre des Affaires parlementaires                            |           | Pedro Duarte                   | PPD/PSD     |
| Ministre de la Défense nationale                                |           | Nuno Melo                      | CDS-PP      |
| Ministre de la Justice                                          |           | Rita Júdice                    | Indépendant |
| Ministre de l'Administration interne                            |           | Margarida Blasco               | Indépendant |
| Ministre de l'Éducation, de la Science et de l'Innovation       |           | Fernando Alexandre             | Indépendant |
| Ministre de la Santé                                            |           | Ana Paula Martins              | Indépendant |
| Ministre des Infrastructures et du Logement                     |           | Miguel Pinto Luz               | PPD/PSD     |
| Ministre de l'Économie                                          |           | Pedro Reis                     | PPD/PSD     |
| Ministre du Travail, de la Solidarité et de la Sécurité sociale |           | Maria do Rosário Palma Ramalho | Indépendant |
| Ministre de l'Environnement et de l'Énergie                     |           | Maria da Graça Carvalho        | PPD/PSD     |
| Ministre de la Jeunesse et de la Modernisation                  |           | Margarida Balseiro Lopes       | PPD/PSD     |
| Ministre de l'Agriculture et de la Pêche                        |           | José Manuel Fernandes          | PPD/PSD     |
| Ministre de la Culture                                          |           | Dalila Rodrigues               | Indépendant |